# Ivan Hus
Pour les articles homonymes, voir Hus.
Ivan Hus (né à Šemovec (en) le 12 mai 1898, mort à Zagreb en octobre 1992) est un luthier croate.

## Biographie
Ivan Hus naît à Šemovec (en) le 12 mai 1898 (actuel comitat de Varaždin en Croatie).
Il arrive à Zagreb en 1912. Pendant la Première Guerre mondiale, il sert au sein des forces armées austro-hongroises, où il fait preuve de talents de tireur d'élite sur le front de Galicie, puis est transféré dans une unité de formation d'artillerie antiaérienne. Il revient sur le front des Dolomites où il détruit plusieurs avions alliés.
Après guerre, il se fait engager comme ouvrier dans une usine à Markneukirchen en Allemagne, haut lieu de la facture instrumentale. Il y apprend son métier auprès de professionnels de la lutherie. Son application est telle que le directeur de l'usine qui l'emploie souhaite lui marier sa fille. Il n'en faut pas plus à Ivan Hus pour le pousser à rentrer au pays. De retour à Zagreb en 1922, où il survit en jouait du tamboura et de la mandoline ; il lui arrive également d'en fabriquer. Il est alors inquiété par les autorités pour ((hr)) nàdriobrt⇔défaut de licence.
Après son mariage en 1927, Ivan Hus traverse l'Europe et rejoint la France où il participe à la construction d'ouvrages de la ligne Maginot. En 1931, après plusieurs petits boulots, il s'engage dans la Légion étrangère, et rejoint avec elle Djibouti où il participe à la surveillance du chemin de fer franco-éthiopien. De Djibouti, il s'échappe à bord d'un navire de commerce italien, à destination de l'Extrême-Orient. Le capitaine, d'origine slovène, s'approprie le bateau, et l'utilise pour toute sorte de commerce dans les mers d'Orient, y compris pour le trafic de drogue, et Ivan Hus y sert comme marin. Lors d'une escale à Naples, il se fait débarquer et rejoint Dubrovnik où il peut reprendre son activité de luthier.
Revenu à Zagreb en 1932, il s'établit au 32 de la rue Tkalčićevoj, où il travaillera jusqu'à sa mort. De son atelier sont sortis 112 violons et deux altos. Il a eu l'occasion de travailler pour le musicologue Vaclav Huml (hr) et pour le compositeur Božidar Širola (en).

## Postérité
Sa vie et son œuvre sont peu connues du grand public. Elle a fait l'objet d'un documentaire réalisé par Bogdan Žižić (en) en 1967, intitulé Pohvala ruci. Il a également été interviewé par la radio en 1992, peu avant son décès.
Il compte parmi les grands luthiers croates, avec Franjo Šnajder et Rudolf Sloković. On compte parmi ses élèves Slavko Domitrović.
En 1998, à l'occasion du centenaire de sa naissance, on a inauguré une plaque commémorative sur la façade de sa maison rue Tkalčićevoj à Zagreb.